# Lygodactylus conradti
Lygodactylus conradti (auch Matschies Zwerggecko) ist eine Echsenart aus der Familie der Geckos. Die Art ist ein Endemit des nordöstlichen Tansania.

## Merkmale
Lygodactylus conradti ist ein sehr kleiner Zwerggecko, bei dem der Schwanz etwa die Hälfte der maximalen Gesamtlänge von 5 cm ausmacht. Die Färbung ist recht variabel und kann von oliv, gelb bis grau variieren. An der Seite zum Rücken hin verläuft von über dem Auge ausgehend ein breiter Streifen entlang des ganzen Körpers und verbindet sich an der Schwanzbasis mit dem Streifen entlang des Schwanzes, der kleine dunkle Flecken oder Querstreifen zeigt. Durch das Auge verläuft ein dunkler Streifen. Die Unterseite des Männchens ist hellgelb, bei ihm sind 5 bis 7 Präkloakalporen vorhanden. Die Schuppen sind auf dem Rücken körnig, auf der Unterseite glatt. Auf der Unterseite sind die Schuppen des ursprünglichen, also nicht erneuerten Schwanzes dachziegelartig überlappend, die beiden mittleren Reihen sind leicht vergrößert. Die Schnauze ist breit, die Ohröffnung groß und rundlich. Es sind 5 bis 8 obere und untere Labialschilde (Ober- und Unterlippenschilde) vorhanden. Das Rostralschild grenzt an die Nasenöffnungen, die Nasenöffnung ist von 2 bis 3 Nasalschilden umgeben. Unter dem vierten Zeh befinden sich 5 Haftlamellen (Scansorien).

## Lebensraum und Lebensweise
Lygodactylus conradti kommt nur in den Usambara-Bergen im Nordosten von Tansania vor und bewohnt dort Küstenwälder in Höhen von 1.000 bis 1.200 m. Über die Lebensweise der Art ist nichts bekannt. Vermutlich ist sie wie andere Lygodactylus Arten tagaktiv, lebt auf Bäumen und ernährt sich von Früchten und kleinen Insekten. Loveridge fand im Magen Ameisen, Käfer und Kakerlaken. Wie die anderen Arten ist Lygodactylus conradti eierlegend und das Gelege besteht wohl gewöhnlich aus zwei Eiern. Für die Größe der Eier gab Loveridge 5 × 7 mm an.

## Gefährdung und Schutz
Die Population wird von der IUCN als stark fragmentiert geführt, aber aufgrund mangelnder Daten nicht näher eingestuft.

## Taxonomie
Lygodactylus conradti wurde 1892 von dem deutschen Zoologen Paul Matschie erstmals beschrieben. Der wissenschaftliche Artname conradti wurde zu Ehren von Leopold Conradt vergeben. Conradt hatte den Holotyp des Zwerggeckos neben vielen anderen Arten  im heutigen Tansania, damals deutsches Kolonialgebiet, entdeckt und aufgesammelt.